# Wolenice
Wolenice – wieś w Polsce położona w województwie wielkopolskim, w powiecie krotoszyńskim, w gminie Rozdrażew.
| SIMC    | Nazwa  | Rodzaj                       |
| ------- | ------ | ---------------------------- |
| 0207936 | Wygoda | część wsi (od 2023 r. osada) |

W okresie Wielkiego Księstwa Poznańskiego (1815-1848) miejscowość wzmiankowana jako Wolenica należała do wsi większych w ówczesnym pruskim powiecie Krotoszyn w rejencji poznańskiej. Wolenica należała do okręgu koźmińskiego tego powiatu i stanowiła odrębny majątek, którego właścicielem był wówczas Antoni Stablewski. Według spisu urzędowego z 1837 roku wieś liczyła 172 mieszkańców, którzy zamieszkiwali 21 dymów (domostw).
W latach 1975–1998 miejscowość administracyjnie należała do województwa kaliskiego.
Urodził się tu Antoni Antczak – polski dziennikarz i działacz narodowo-demokratyczny, samorządowiec, poseł na Sejm II kadencji (1929–1930) i do Krajowej Rady Narodowej (1945–1946).